# La Trinité, la Vierge à l'Enfant et deux saints
La Trinité, la Vierge à l'Enfant et deux saints   est une peinture religieuse   de Luca Signorelli, datée de 1510, exposée au musée des Offices de Florence (salle Léonard de Vinci).

## Histoire
La commande de ce tableau fut commissionnée par la confraternité de la Trinité des pèlerins de Cortone ville où Signorelli réalisa plusieurs œuvres.
On retrouve le tableau ensuite au monastère San Niccolò di Cafaggio de 1810 à 1919.
La prédelle, comportant les scènes de La Cène, La Prière au jardin et la Flagellation, fut détachée et transférée à la galerie de l'Académie.

## Iconographie
La Vierge à l'Enfant trônant en Maestà entourée d'anges, en présence de saints évêques est un type de représentation dite  Conversation sacrée. 
Quand la présence requise de Dieu le père dans les cieux est signifiée soutenant son fils Jésus en croix accompagné  du Saint-Esprit en colombe, le thème de l'iconographie chrétienne utilisé est celui d'une Trinité en  Trône de grâce.

## Description
Dans un cadre cintré vers le haut, Dieu le père soutenant son fils en croix est placé dans une nimbe entourée d'une mandorle de chérubins. 
Au centre de la composition la Vierge tient l'Enfant ; elle est entourée des saints archanges,  Michel à gauche portant cuirasse pectorale, casque et la balance de la pesée des âmes, Gabriel à droite tenant la branche de lys et le phylactère de l'Annonciation faite à Marie.
Au pied de son trône, devant le piédestal mouluré, se tiennent deux évêques assis,  le livre ouvert sur leurs genoux : saint Augustin d'Hippone à gauche et saint Athanase d'Alexandrie à droite, écrivant.
Un peu de paysage terrestre apparaît à gauche et à droite sous les ailes des anges. Le ciel clair s'assombrit en allant vers le haut.
Le sol, comme le panneau frontal du piédestal, est décoré de marbre chiqueté.